# أكسيد الساماريوم
 أكسيد الساماريوم الثلاثي  مركب كيميائي له الصيغة Sm2O3 ، ويكون على شكل بلورات بيضاء إلى صفراء (لون بيج).

## الخواص
- أكسيد الساماريوم غير منحل في الماء، لكنه ينحل في الأحماض المعدنية مشكلاً الأملاح الموافقة، فهو يتفاعل مع حمض هيدروكلوريك مشكلاً كلوريد الساماريوم الثلاثي حسب المعادلة:

Sm2O3 + 6HCl → 2SmCl3 + 3H2O
- يبلغ الأس الهيدروجيني لمحلول تركيزه 10 غ/ل حوالي 8 وذلك عند الدرجة 25°س.

## التحضير
يمكن لأكسيد الساماريوم أن يحضر بإحدى طريقتين:
إما بالتفكك الحراري لمركبات الساماريوم الحاوية على الأكسجين مثل الكربونات أو الأكسالات أو الكبريتات:
Sm2(CO3)3 → Sm2O3 + 3 CO2
أو بحرق فلز الساماريوم بأكسجين الهواء عند درجات حرارة تفوق 150°س.
4 Sm + 3 O2 → 2 Sm2O3

## الاستخدامات
- يستخدم أكسيد الساماريوم في تصنيع الأجهزة البصرية في المطيافيات، وخاصة في تصنيع الزجاج الذي يمتص الأشعة تحت الحمراء.
- يستخدم كمادة ماصة أو ساحبة للنيوترونات في قضبان التحكم في منشآت الطاقة النووية.
- يستخدم كحفاز لعملية بلمهة الكحولات الأولية غير الحلقية إلى ألدهيدات وكيتونات.
- يستخدم من أجل تحضير مركبات الساماريوم الأخرى.[2]